# Ubiorek

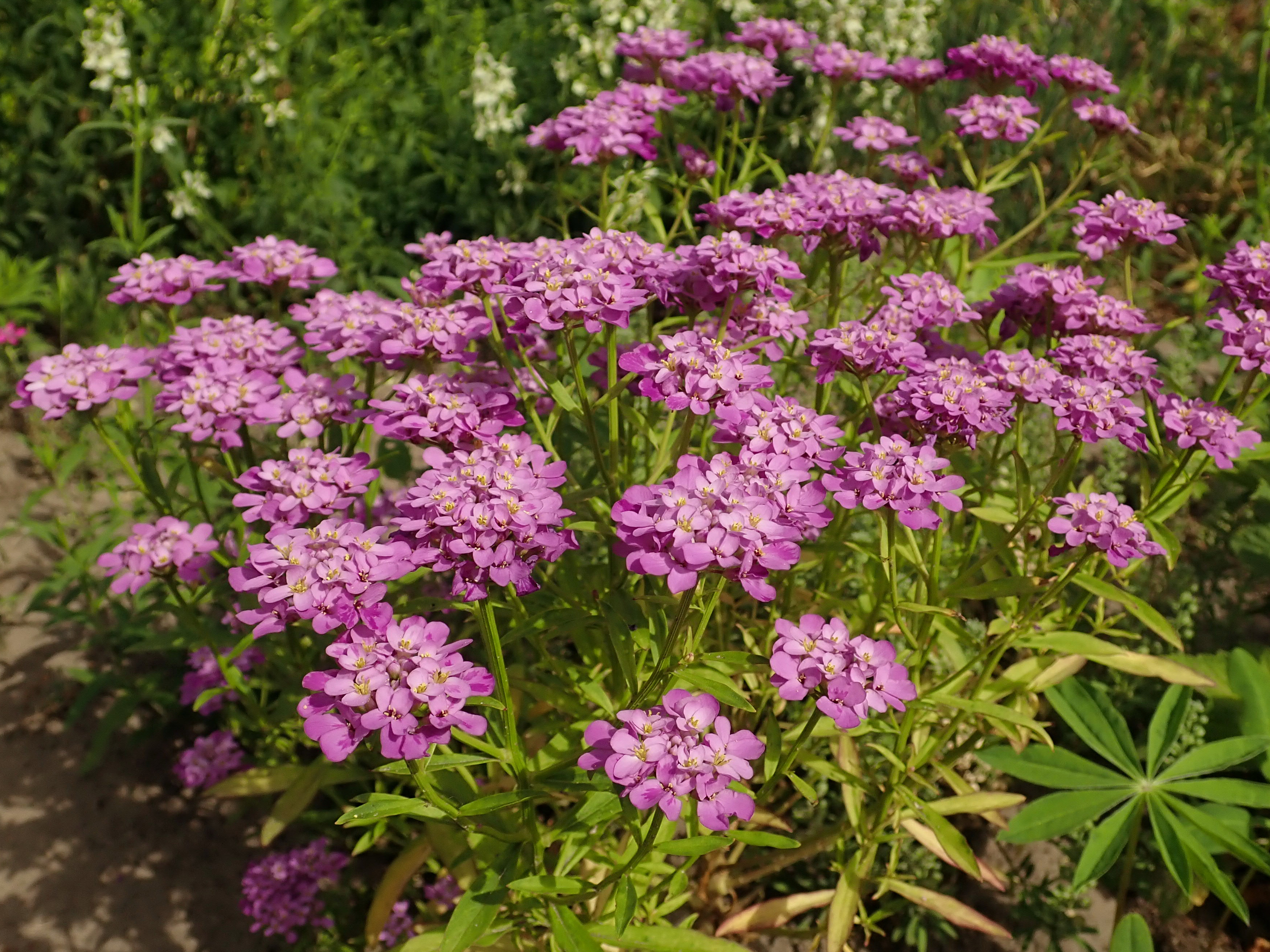
Ubiorek baldaszkowy

Ubiorek (Iberis L.) – rodzaj roślin z rodziny kapustowatych. Należy do niego ok. 27–28 gatunków roślin zielnych i krzewinek. Występują one w południowej Europie, południowo-zachodniej Azji i Afryce Północnej, a jako rośliny introdukowane także w środkowej i północnej Europie, na różnych obszarach Azji i Ameryki Północnej, w Ameryce Południowej i Nowej Zelandii. Największe zróżnicowanie gatunków występuje na Półwyspie Iberyjskim i w północnej Afryce. W Polsce spotykane są tylko w uprawie. Charakterystyczną cechą tych roślin są spłaszczone i zagęszczone na szczycie kwiatostany, wydłużające się w czasie owocowania.
Niektóre gatunki są wykorzystywane lokalnie jako rośliny lecznicze, ale najczęściej uprawiane są jako rośliny ozdobne. Popularne są zwłaszcza ubiorek baldaszkowy I. umbellata oraz ubiorek wiecznie zielony I. sempervirens. Silnym aromatem kwiatów wyróżnia się ubiorek gorzki I. amara.

## Morfologia

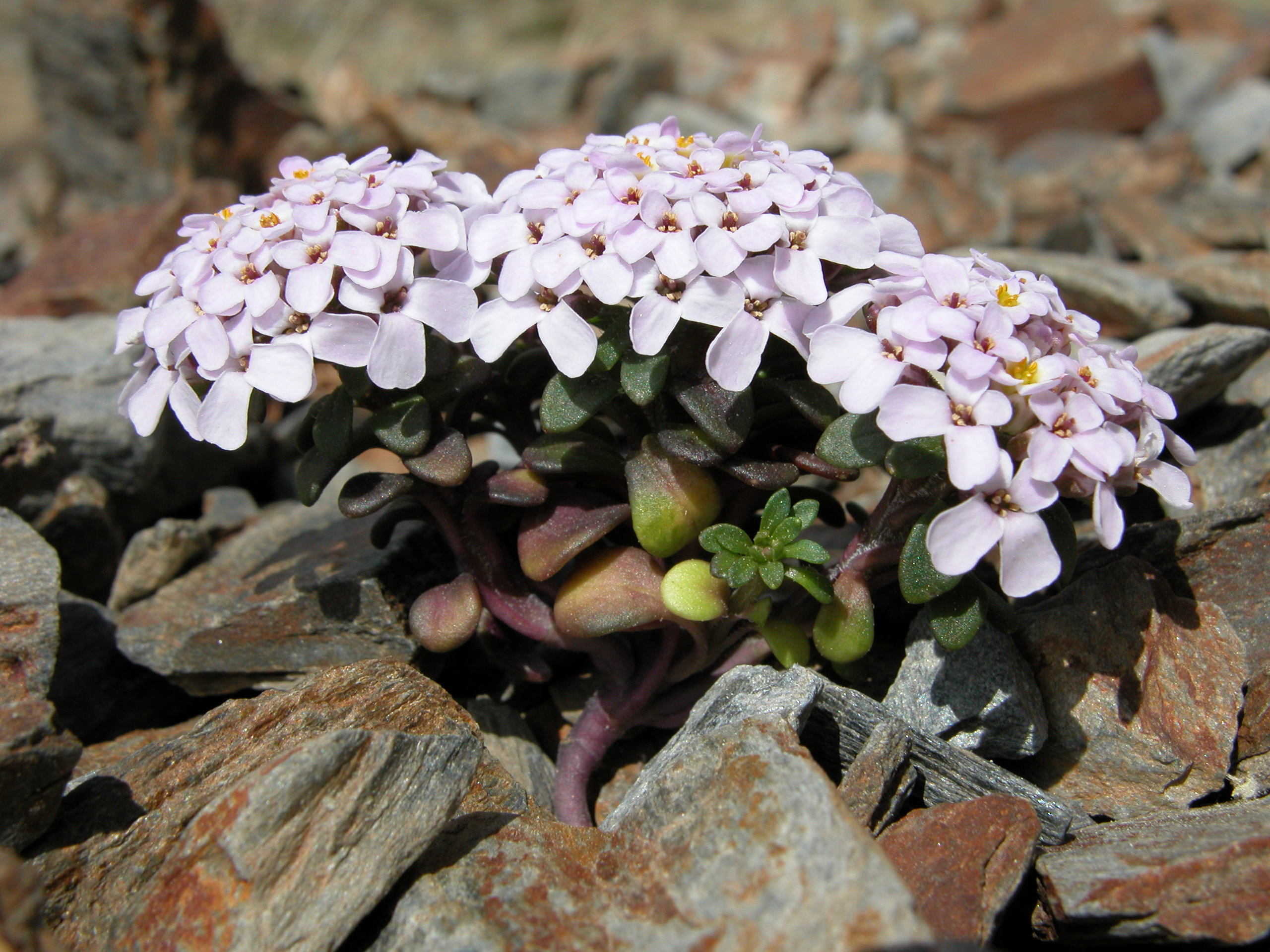
Iberis spathulata

PokrójRośliny jednoroczne lub byliny osiągające do 0,8 m wysokości, czasem u nasady drewniejące.
LiściePojedyncze, okrągłe lub wąskie, zwykle ząbkowane.
KwiatyPromieniste, 4-krotne, zebrane w spłaszczone od góry grona, z wyciągniętymi płatkami kwiatów na skraju grona. Działki bez woreczkowatych rozdęć. Płatki białe lub kremowe, zwężające się ku nasadzie. Pręcików 6, czterosilnych; 4 wewnętrzne dłuższe od 2 zewnętrznych. Zalążnia górna z długą szyjką słupka zwieńczoną główkowatym znamieniem.
OwoceSpłaszczona i oskrzydlona, okrągła łuszczynka z dwoma nasionami.

## Systematyka
Synonimy taksonomiczne
Arabis Adans., Biauricula Bubani
Homonimy taksonomiczne
Iberis J. Hill
Pozycja systematyczna
Rodzaj z plemienia Iberideae z rodziny kapustowatych (Brassicaceae), rzędu kapustowców.
Wykaz gatunków
- Iberis amara L. – ubiorek gorzki
- Iberis atlantica (Litard. & Maire) Greuter & Burdet
- Iberis aurosica Chaix
- Iberis balansae Jord.
- Iberis bernardiana Gren. & Godr.
- Iberis carica (Bornm.) Prain
- Iberis carnosa Willd. – ubiorek sycylijski
- Iberis ciliata All.
- Iberis contracta Pers.
- Iberis fontqueri Pau
- Iberis gibraltarica L. – ubiorek gibraltarski
- Iberis grosii Pau
- Iberis gypsicola Yıld.
- Iberis halophila Vural & H.Duman
- Iberis linifolia L.
- Iberis nazarita Moreno
- Iberis odorata L.
- Iberis pectinata Boiss. & Reut.
- Iberis peyerimhoffii Maire
- Iberis pinnata L.
- Iberis procumbens Lange
- Iberis runemarkii Greuter & Burdet
- Iberis saxatilis L. – ubiorek skalny
- Iberis semperflorens L.
- Iberis sempervirens L. – ubiorek wiecznie zielony
- Iberis simplex DC.
- Iberis spathulata DC.
- Iberis umbellata L. – ubiorek baldaszkowy, u. okółkowy[12], u. tarczowy[8]